# 盖鲁
盖鲁是毛里塔尼亚中南部的一个市镇，属阿萨巴省管辖。盖鲁是省内第二大城镇，位于省会基法之后。根据毛里塔尼亚1996年的统计数据，盖鲁共有居民14,418人，2013年人口為22,323人，是毛里塔尼亚人口第15多的城镇。